# Edward Cecil Neville Custance
Edward Cecil Neville Custance, britanski general, * 1894, † 1984.